# Josef Struna
Josef Struna (31. března 1895 – datum úmrtí neznámé) byl rakousko-uherský a později československý atlet – zápasník.
Narodil se v Praze do rodiny uhlobarona Karla Struny. Jeho mladší bratr Ladislav byl známý umělec a filmový herec. Sportovat začal v malostranském Sokole odkud se počátkem desátých let dvacátého století dostal do nově založeného těžkoatletického klubu ČAFK Hellas Košíře. Soutěžil převážně v zápase řecko-římském a s vahou mírně nad 82,5 patřil k nejlehčím těžkým vahám své doby – podle dnešních kritérií klasická střední váha. Svou nižší tělesnou hmotnost doháněl na žíněnce rychlostí a mrštností. V začátcích sportovní kariéry se mu dařilo shazovat kilogramy do polotěžké váhové kategorie do 82,5 kg.
V roce 1920 vybojoval účast na olympijských hrách v Antverpách, kde prohrál v úvodním kole kategorie nad 82,5 kg s Američanem Edwardem Willkiem. Svému klubu Hellas Košíře zůstal věrný po celou sportovní kariéru. Naposledy se jeho jméno v dobovém tisku zmiňuje v roce 1930. Jeho další osud není veřejně znám.